# Embarcación de vela

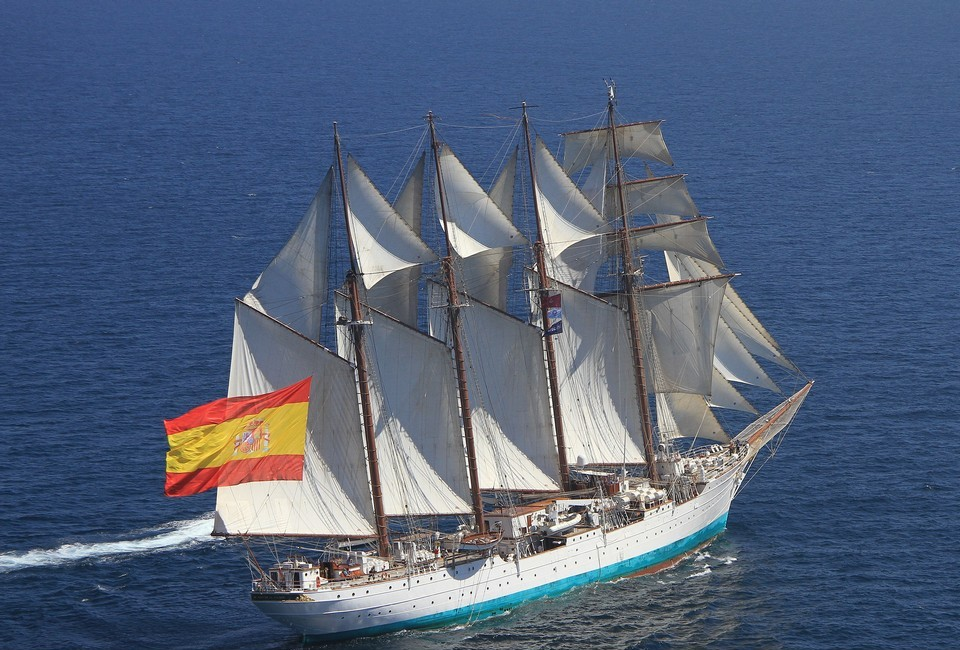
El bergantín-goleta Juan Sebastián Elcano (A-71), buque escuela de la Armada Española.

Una embarcación de vela o velero es un barco en el cual la acción del viento sobre su aparejo constituye su forma principal de propulsión. 

## Antecedentes históricos de la vela
Los egipcios fueron los primeros constructores de barcos de vela de los que se tiene noticia. Hace al menos cinco mil años que los fabricaban para navegar por el Nilo y más tarde por el Mediterráneo.
Las embarcaciones de vela fueron el primer medio de transporte a través de largas distancias de agua (ríos, lagos, mares). Actualmente tienen un uso de carácter recreativo, deportivo o educativo. Sin embargo, en algunas zonas del Océano Índico siguen utilizándose con un fin comercial.
Las embarcaciones de vela también tuvieron un uso militar, especialmente en naciones con un fuerte desarrollo colonial transoceánico (España, Francia, Inglaterra, Países Bajos, Portugal), hasta el siglo XIX.
Hay muchos tipos pero todas tienen ciertas cosas básicas en común. Todas las embarcaciones de vela tienen un casco protegido por la quilla, aparejo, al menos un mástil para soportar las velas y una orza para no derivar y compensar la fuerza lateral del viento.
Las embarcaciones de vela fueron siendo progresivamente reemplazadas a lo largo del siglo XIX por embarcaciones a vapor.

## Forma de propulsión de un velero

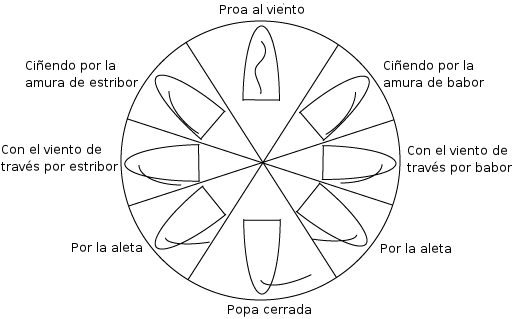
Posición del velero respecto del viento.

Contrariamente a lo que suele suponerse, la propulsión de la embarcación no se produce por el mero empuje del viento sobre las velas. Si así fuera los veleros serían muy poco maniobrables y sólo podrían navegar en la dirección del viento.
Esta circunstancia fue cierta durante la utilización exclusiva de velas cuadradas —y efectivamente, con una limitación seria de la maniobrabilidad, lo que llevó a combinar durante siglos la vela con los remos para poder avanzar cuando el viento era desfavorable—, pero la aparición de nuevos aparejos con velas triangulares o trapezoidales unidas al palo por un solo borde (llamado gratil) permitió ampliar la capacidad de maniobra de los barcos al aprovechar otras fuerzas, que serían descritas por el físico Daniel Bernoulli en 1738.
Cuando un velero recibe viento de través o en ceñida, el aire recorre la curvatura de la vela. El flujo de aire que atraviesa por la parte convexa de la vela (lado de sotavento) encuentra un canal más estrecho, y, para poder atravesarlo, sufre una aceleración respecto del aire circundante que produce al mismo tiempo una disminución de la presión. Por el contrario, el flujo de aire que pasa por la parte cóncava de la vela (lado de barlovento) encuentra un canal más amplio y sufre una desaceleración respecto del aire circundante, al mismo tiempo que un aumento de la presión.

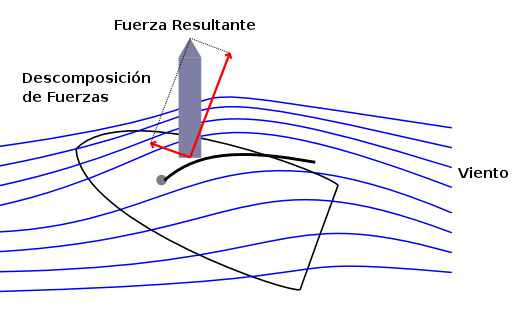
Acción del viento sobre la vela en ceñida.

Cuanto más viento llega hasta la vela, más potente es este efecto: al disminuir la presión del lado de sotavento, mayor caudal de aire recibe cuando se divide el flujo que llega hasta la vela, debido a que el aire es atraído por las zonas de baja presión.
El efecto exactamente contrario sucede en el lado de barlovento: a mayor presión, menor aire que es atraído y que debe recorrer el espacio ampliado por la concavidad de la vela; más disminuye la velocidad y más aumenta la presión; hasta que se llega a un punto de equilibrio que es cuando se alcanza la máxima velocidad para esas condiciones de viento.
La fuerza total producida por la acción del viento sobre la vela, como puede apreciarse en el esquema, es oblicua respecto de la dirección de la embarcación, y la descomposición de esa fuerza determina que la fuerza mayor es perpendicular a la dirección del barco. Esa fuerza es compensada por la acción de la quilla, del quillote o de la orza, y del timón, que reducen (aunque no eliminan) la tendencia a navegar de costado hacia sotavento y limitan la inclinación del velero (denominada escora).

## Estabilidad

Esquema de fuerzas.

Es la tendencia que debe tener el barco a recobrar su posición inicial, cuando es apartado de ella por la acción de fuerzas exteriores como pueden ser el mar y el viento. La estabilidad transversal, o resistencia a la escora, es la más importante en los veleros. Al producirse la escora se genera un par de fuerzas: por una parte el peso del barco que está aplicado en el centro de gravedad del barco y por otra la fuerza de empuje o flotación que está aplicada en el centro de carena. Un barco será más estable cuando la resultante de este par de fuerzas lo lleve a su posición original. Podemos conseguir que un barco sea más estable por una parte mientras más bajo esté el centro de gravedad, y por otra cuando el centro de carena se desplace más lateralmente al producirse la escora.
Por esto los barcos de vela llevan peso en la quilla o lastre y cuanto más anchos sean, es decir, con mayor manga también serán más estables.
Pero un exceso de estabilidad no es bueno, debido a que somete a esfuerzos innecesarios a todas las estructuras de cubierta, diciéndose entonces que el barco es duro.
Un defecto de estabilidad conlleva a que el barco sea "flojo" o "dormilón"; es decir, que tarda mucho en adrizarse tras un golpe del mar o tras cualquier otra causa que saque al barco de su posición inicial. Esta característica es típica de los buques de pasaje, para que los pasajeros viajen cómodos sin ser sometidos a grandes balanceos.

## Quilla

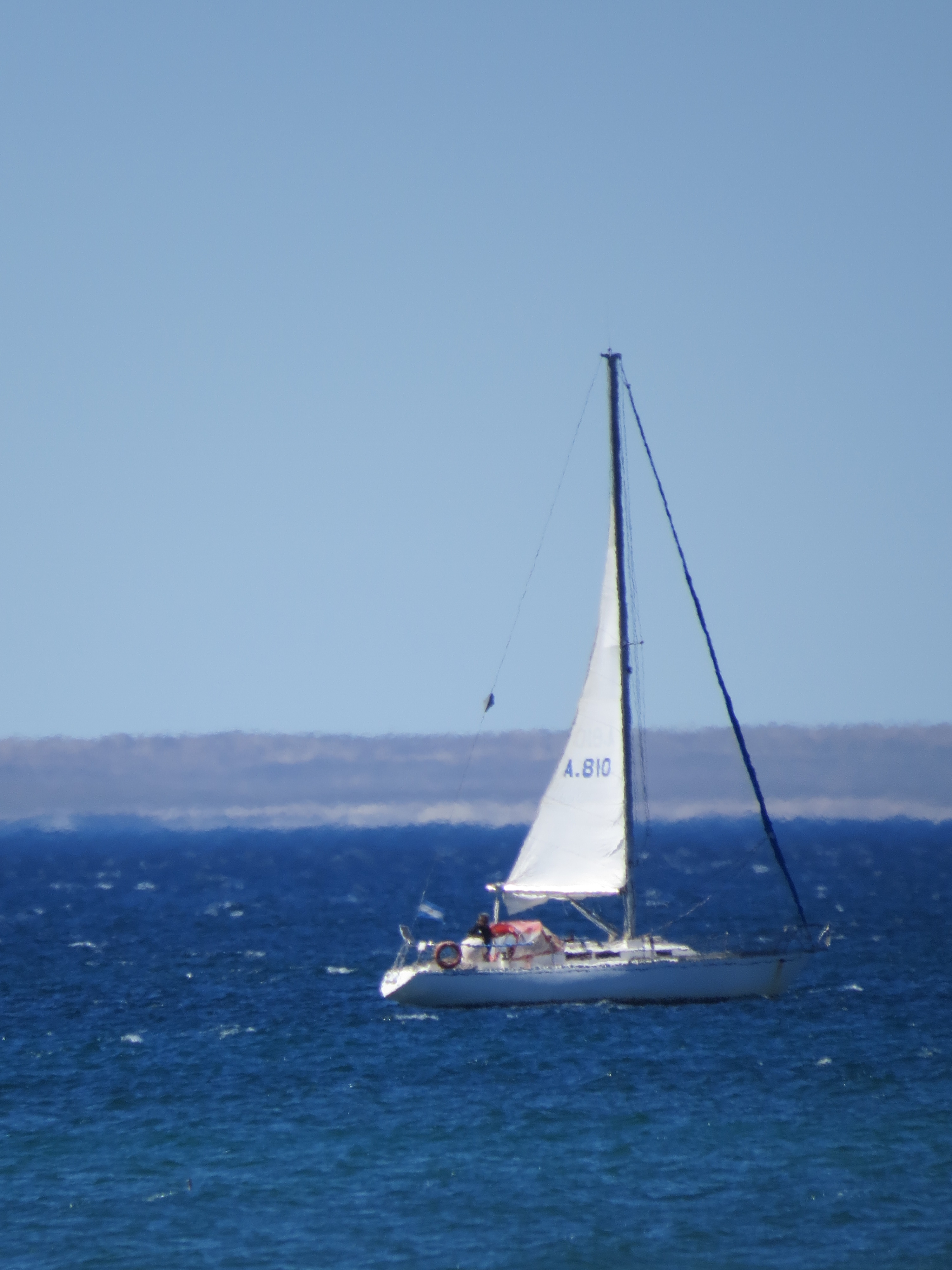
Velero en Puerto Madryn, Argentina.

Todos los buques tienen quilla, que es la espina dorsal del casco. En la construcción tradicional es la estructura sobre la cual depende todo lo demás. Los diseños modernos monocasco incluyen una quilla virtual. Incluso los multicasco tienen quillas. En un velero la palabra quilla también se utiliza para referirse a la zona que se agrega al casco para mejorar su plano lateral. El plano lateral es lo que impide margen de maniobra y permite navegar hacia el viento. Esto puede ser una pieza externa o de una parte del casco.
La mayoría de los veleros son más grande que un bote y requieren de un lastre, según el lastre de diseño será de 20 a 50 por ciento de los desplazamientos. El lastre se integra a menudo en sus quillas como grandes masas de plomo o hierro fundido. Esto asegura el lastre y se sitúa lo más bajo posible para mejorar su efectividad. Las quillas externas están ensambladas según la quilla principal. En un velero monocasco de quilla se hace efectivo mediante una combinación de peso, la profundidad y longitud.
Las quillas de los veleros más modernos tienen una aleta. Los yates tradicionales llevaba una quilla corrida que es generalmente la mitad o más de la longitud de la embarcación. Una característica de los últimos es un quilla alada, que es corta y poco profunda, pero lleva mucho peso en dos "alas" que van hacia los lados de la parte principal de la quilla. Aún más reciente es el concepto de quilla pivotante, diseñado para mover el peso en la parte inferior de un velero al lado del viento, permitiendo al barco llevar más velas.
Los multicascos, por el contrario, tienen una necesidad mínima de lastre, ya que dependen de la geometría de su diseño y la amplia base de su casco múltiple para su estabilidad. Los diseñadores de multicascos de alto rendimiento, tales como el Open 60, hacen todo lo posible para reducir el peso general del barco tanto como sea posible. Esto lleva a algunos a comentar que el diseño de un multicasco es más similar al diseño de una aeronave.

## Orza
La orza es, en esencia, una quilla muy ligera, que no está permanentemente montada y puede ser levantada para navegar por aguas poco profundas, así como para mejorar la velocidad a favor del viento o para facilitar el transporte del barco en un remolque. Algunas embarcaciones deportivas están diseñadas para funcionar como un avión en la superficie del agua, ya que cuentan con orzas o quillas.